# Condado de Gosper
El condado de Gosper (en inglés: Gosper County), fundado en 1873 y con su nombre en honor al secretario de estado John J. Gosper, es un condado del estado estadounidense de Nebraska. En el año 2000 tenía una población de 2.143 habitantes con una densidad de población de 2 personas por km². La sede del condado es Elwood.

## Geografía
Según la oficina del censo el condado tiene una superficie total de 1199 km² (462,9 mi²), de los que 1186 km² (457,9 mi²) son tierra y 13 km² (5 mi²) (0.99%) son agua.

### Condados adyacentes
- Condado de Phelps - este
- Condado de Furnas - sur
- Condado de Frontier - oeste
- Condado de Dawson - norte

## Demografía
Según el 2000 la renta per cápita media de los habitantes del condado era de 36.827 dólares y el ingreso medio de una familia era de 42.702 dólares. En el año 2000 los hombres tenían unos ingresos anuales 28.836 dólares frente a los 21.204 dólares que percibían las mujeres. El ingreso por habitante era de 17.957 dólares y alrededor de un 7.90% de la población estaba bajo el umbral de pobreza nacional.

## Ciudades y pueblos
- Elwood
- Smithfield